# Попис становништва Краљевине Србије 1900.
Године 1900. 31. децембра извршен је у Краљевини Србији попис становништва и домаће стоке. Ово је био тринаести попис становништва уопште, а трећи на реду по одредбама Закона о попису становништва и домаће стоке од 5. децембра 1890. године, и његовим изменама од 13. јануара 1900. године.

## Становништво по језику
- Српски - 2.298.551
- Српски и Румунски - 32.556
- Арнаутски - 2.151
- Бугарски - 645
- Грчки - 1.964
- Енглески - 9
- Јеврејски - 5.729
- Јерменски - 64
- Мађарски - 1.956
- Немачки - 7.494
- Пољски - 232
- Румунски - 89.873
- Руски - 134
- Словачки - 151
- Словеначки - 524
- Талијански - 575
- Турски - 1.007
- Француски - 107
- Хрватски - 619
- Цигански - 46.148
- Цинцарски - 990
- Чешки - 1.408
- Други - 55
- Свега - 2.492.882

## Становништво по вери
- Православне - 2.460.515
- Католичке - 10.423
- Протестанске - 1.399
- Мојсијеве - 5.729
- Мухамеданске - 14.745
- Друге - 71
- Уопште - 2.492.882